# Centre pénitentiaire d'Orléans-Saran
Le centre pénitentiaire d'Orléans-Saran (CPOS) est un établissement pénitentiaire français situé à Saran, dans le département du Loiret, en région Centre-Val de Loire.
L'établissement a été construit pour accueillir les détenus des maisons d'arrêt d'Orléans et de Chartres, devenues trop vétustes et ayant fermé, et de La Santé (14e arrondissement de Paris), à l'occasion de sa fermeture pour travaux.

## Histoire
L'établissement a été inauguré le 15 juillet 2014 par Christiane Taubira, ministre de la Justice sous le premier gouvernement de Manuel Valls.
En mai 2016, les fortes pluies qui ont touché le département du Loiret ont provoqué l'inondation du centre pénitentiaire. Près de 400 détenus ont dû être évacués et réaffectés dans d'autres établissements, les deux bâtiments de la maison d'arrêt des hommes ayant été touchés et rendus hors-service par la montée des eaux des 30 et 31 mai 2016. À la suite des inondations, le quartier centre de détention a été transformé en quartier maison d'arrêt hommes. Au 1er février 2017, le centre pénitentiaire dispose d'une capacité d'accueil réduite à 454 places. 
Après des travaux de réhabilitation des sous-sols et des rez-de-chaussée des deux maisons d'arrêt qui s'étaient retrouvées sous les eaux, celles-ci ont été remises en service le 19 septembre 2018 en accueillant les 435 détenus qui se trouvaient jusqu'alors dans le bâtiment du centre de détention. L'établissement a repris un fonctionnement normal avec la réouverture du centre de détention en novembre 2018.

## Localisation
Le centre pénitentiaire est situé au nord de la métropole orléanaise, au nord du centre-ville de Saran (Loiret), au 4024 de l'ancienne route de Chartres, à proximité de la route départementale 702.

## Description
En France, un centre pénitentiaire est un établissement pénitentiaire regroupant plusieurs quartiers soumis à des régimes de détention différents.
Le centre pénitentiaire d'Orléans-Saran, d'une capacité de 768 places, comporte un quartier d'hébergement centre de détention pour hommes (210 places), deux quartiers maison d'arrêt pour hommes (210 places chacun soit 420 places), un quartier maison d'arrêt pour femmes (30 places) et un quartier de semi-liberté (60 places).
Outre les espaces de détention, l'établissement abrite un service médico-psychologique régional (SMPR) de 18 places, une unité sanitaire dépendant du centre hospitalier régional d'Orléans et cinq unités de vie familiale. Il dispose de 2 000 m2 d'ateliers réservés au travail volontaire des personnes détenues,.
Le centre pénitentiaire dépend de la direction interrégionale des services pénitentiaires de Dijon et est rattaché au service pénitentiaire d'insertion et de probation du Loiret. L'établissement est situé sur le ressort des tribunaux de grande instance d'Orléans et de Chartres (Eure-et-Loir), et des cours d'appel d'Orléans et de Versailles (Yvelines).
Au 1er janvier 2021, l'Observatoire international des prisons - section française donne les statistiques suivantes pour le centre pénitentiaire d'Orléans-Saran :
|                                 | Cellules | Capacité opérationnelle | Personnes détenues | Densité carcérale (%) |
| ------------------------------- | -------- | ----------------------- | ------------------ | --------------------- |
| Centre de détention pour hommes | 203      | 217                     | 198                | 91,2                  |
| Maison d'arrêt pour hommes      | 387      | 501                     | 526                | 104,9                 |
| Maison d'arrêt pour femmes      | 30       | 30                      | 33                 | 110                   |
| Quartier de semi-liberté        | 46       | 58                      | 17                 | 29,3                  |